# CP450
CP 450 é um grande gabinete contendo uma interface de acionadores de disco flexível (disquetes; exatamente igual à do Tandy Color Computer, vulgo 'Coco'), uma ou duas unidades de disco flexível e uma fonte de alimentação interna, para ser utilizada com computadores da linha CP400 da Prológica que possuem 64  kio de memória RAM.
É compatível com discos de 5¼ polegadas, face simples, alcançando a capacidade de 180 kio ou, mais especificamente, 161 280 octetos (1 290 240 bits). Para tanto, a formatação do disquete o organizava em 35 trilhas, com 18 setores por trilha e 256 octetos por setor.
O CP 450 é conectado, por meio de um cabo exclusivo, na porta de expansão do CP400, mais precisamente na entrada para cartuchos localizada no lado direito. Quando conectado ao CP 400, uma parte da memória disponível deste passa a ser reservada para um buffer de arquivos do usuário, passando a memória livre do CP 400 para 6455 octetos, para a versão de 16 kio RAM, e 22839 octetos para a versão de 64 kio.
O sistema operacional padrão é o DOS400, uma cópia adaptada e renomeada do Disk Extended Color BASIC (DECB ou RSDOS).  Era possível também rodar outros sistemas operacionais, como o Microware OS-9 e o TSC Flex9. O emprego do OS-9 permitia ao usuário aceder todos os 64 kio de RAM disponíveis nesta versão específica do CP 400.
A unidade CP 450 deixou de ser fabricada pela Prológica no final de 1986, juntamente com outros acessórios próprios para o CP 400.

## Especificações Técnicas[2]
- Tamanho do Disquete: 5 ¼"

- Organização do Disco:
  - Face simples, dupla densidade
  - 35 trilhas
  - 18 setores por trilha
  - 256 octetos por setor
  - 8 bits por octeto

- Localização do diretório: trilha 17

- Temperatura de operação: 10 a 45° C (18-113° F)

- Velocidade da Transmissão de Dados: 250 quilobits/s

- Tempo de Acesso:
  - Trilha a trilha: 30 ms
  - Média: 463 ms
  - Tempo de acomodação: 10 ms

- Número de Índices: 1

- Peso da Unidade: 5,0 kg